# 김주만
김주만(1974년 ~ )은 대한민국의 MBC 보도본부의 기자이다.

## 학력
- 고려대학교 일어일문학과 92학번

## 경력
- 2001 MBC 보도본부 기자
- MBC 보도국 국제부 기자
- MBC 보도국 통일외교부 기자
- MBC 보도국 사회부 기자
- MBC 스포츠국 야구담당 기자
- MBC 경제팀장
- MBC 선임기자
- MBC 탐사제작센터장(부국장)
- MBC 정책협력국장